# Juri Saweljewitsch Slotnikow
Juri Saweljewitsch Slotnikow (auch Yuri Zlotnikov, russisch Юрий Савельевич Злотников; * 23. April 1930 in Moskau, UdSSR; † 25. September 2016 in Moskau) war ein russischer Künstler.

## Leben
Juri Slotnikow wurde 1930 in Moskau geboren. Zwischen 1943 und 1950 besuchte er eine Kunstschule. In den 1950er Jahren arbeitete der junge Künstler bei der naturwissenschaftlichen Abteilung der WDNH-Ausstellung (Allrussisches Ausstellungszentrum). Ab 1954 bildete sich Slotnikow während drei Jahren am Bolschoi-Theater in Moskau künstlerisch weiter. Zwischen 1960 und 1981 leitete er das Kinder-Malatelier „Pionier-Haus“. 1972 trat er dem Verein Russischer Künstler bei und wurde Kurator des Künstlervereins von Moskau, MOSH. Ein Werk befindet sich in der Tretjakow-Galerie in Moskau.

## Ausstellungen

### Einzelausstellungen
- 2015 «Malerei ist Analyse menschlicher psychophysiology», die Zereteli Kunstgalerie, Moskau
- 2011 «Der Kosmos», das Museum für Moderne Kunst, Moskau
- 2008 Russisches Museum, St. Petersburg
- 2004 Tretjakow-Galerie, Moskau
- 1977 Institut der Kunstgeschichte, Kulturministerium der UdSSR, Moskau

### Gruppenausstellungen
- 2003 Zuflucht Kunst. Moskauer Maler 50er – 80er Jahre, Galerie Sandmann Berlin
- 2004 The Seven Sins Moderna Galerija, Ljubljana
- 2006 Vom Tauwetter zur Perestroika, Galerie Sandmann, Berlin

## Sammlungen
- Tretjakow-Galerie, Moskau.
- Russisches Museum, Sankt Petersburg.
- Museum der aktuellen Kunst ART4.RU, Moskau.
- Puschkin-Museum, Moskau.
- National Center for Contemporary Arts, NCCA, Moskau.
- Staatliches Literaturmuseum (russ. Государственный Литературный музей), Moskau.
- Staatliches Lew Tolstoi Museum, Moskau.
- Staatliches Fernöstliches Kunstmuseum, Chabarowsk.
- Jane Voorhees Zimmerli Art Museum, USA.
- Kolodzei Art Foundation, USA.
- Sammlung Leonid Talotschkin, Moskau.
- Sammlung Bar-Gera, Schweiz.